# サケガシラ
サケガシラ（裂頭、学名: Trachipterus ishikawae）は条鰭綱アカマンボウ目フリソデウオ科の魚類の一種。

## 生息地
北海道から沖縄県までの日本近海の太平洋、日本海全域に分布。沖合中層域200-500m（海底から離れている）に生息している。
他のフリソデウオ科の魚のように、ごく稀に台風や大時化の後に、沿岸に漂着することがある。
地震の時に各地の浜に打ち上げられることもあり、そのため地震魚などと呼ばれる事もあるが、富山湾ではホタルイカやシロエビの漁獲時期になるとそれらを追って定置網や刺し網に頻繁に入るため特に珍しいものではない。島根県隠岐の西郷湾でも隠岐水産高校の生徒が毎年釣り上げている。
秋頃に見られた時には、サケを招く縁起の良い魚と見なされる事もある。

## 特徴
大型魚類で、体型がタチウオに似て細長く、体長は大きいもので2m以上になる。
銀白色の体色で、背びれは朱色。成魚は体が横に扁平となり、眼は大きくて、眼径は吻長より大。口吻は下に向かって長く伸びる。尾びれは小さい。腹部側には小さな棘のような鱗が多数並んで生えている。
浮き袋がなくそのままでは沈んでしまうので、体を斜めにして背びれを動かし、立ち泳ぎする姿勢をとると考えられる。生態はよくわかっておらず、深海数百mの中層を漂いながら、アカマンボウ目の魚類の特徴である伸縮する口によって動物性プランクトンや浮遊性甲殻類を食べると推測されたり、動物プランクトンを食する近縁種のリュウグウノツカイとは異なり、小魚やイカを食べると推測されている。2013年の捕獲個体には胃袋にイカのクチバシが多数見つかった。
しかし、アカマンボウ目の魚類では、艶やかともいえる姿の幼魚が多く見つかったのに対し、本種の幼魚の発見は遅く、2014年に富山湾で見つかったのが最初。稚魚や卵は未だに見つかってはいない。
近縁種であり、体型がよく似ているテンガイハタの頭部上部がなめらかなのに対し、本種は頭部上部に陥没したようにも見える溝があり、これが区別点となっている。裂けたように見えるので“裂頭”と、もしくは海中で立ち泳ぎする姿勢が、川を上るサケを思わせたことで、“鮭頭”とも呼ばれるようになったといわれるが、はっきりしない。
また、テンガイハタがたまに漁獲され、食用にされることもあるのに対し、深海の水圧に耐えるように体が柔らかくなっている本種の体はぷよぷよして柔らかい上に、肉は水っぽくて生臭く、調理しても不味くて、食用には向かない。一方、朝日新聞によると、「ゼラチン質たっぷりでノロゲンゲのような上質で絶品の味」としている。刺身や焼き魚では水っぽいが、干物にしたり煮つけにすると旨味が出るとの報告もある。
遊泳力があまりないためにダルマザメの標的にされて、体表と肉を囓られたり、マッコウクジラの餌となることもある。